# Fabrice Tarrin
« Tarrin » redirige ici. Pour l’article homophone, voir Tarin.
 (octobre 2018).
Fabrice Tarrin est un auteur de bande dessinée francais, né à Neuilly-sur-Seine le 30 novembre 1971.

## Biographie
(septembre 2018).
Fabrice Tarrin entre chez Spirou magazine en illustrant la rubrique Zig Zag ainsi que des sommaires en 1991. La même année paraît une histoire complète : Mademoiselle Peggy Sue, l’histoire d’une monitrice de ski.
- 1992 : Il s'installe à l'Atelier Nawak avec Lewis Trondheim, Christophe Blain, David B., Joann Sfar, Didier Tronchet et Émile Bravo, puis, en 1995, il fait partie des fondateurs de l'Atelier des Vosges avec la plupart des auteurs de l'Atelier Nawak mais également Frédéric Boilet, Marjane Satrapi et Marc Boutavant.
- 1997 : Son premier album paraît chez Soleil Productions en duo avec son ami Fred Neidhardt : Les Aventures de Monsieur Tue-Tout.
- 2000 : En duo avec Tronchet, il raconte l’histoire de Violine[1], une petite fille capable de lire les pensées de ses interlocuteurs dans leurs yeux. Malgré un plébiscite des lecteurs de Spirou magazine, cette collaboration ne dure que trois albums, en raison de divergences scénaristiques[réf. nécessaire]. La série continue en 2005, avec Jean-Marc Krings au dessin.
- 2004 : Avec Fred Neidhardt et Olivier Grojnowski au dessin, Tarrin travaille dans la bande dessinée pour enfant dans le nouveau Pif Gadget : les aventures de Nestor et Pollux.
- 2006 : Tarrin participe aux impostures du magazine L'Écho des savanes.
- 2006 : les éditions Dupuis publient Le Tombeau des Champignac, one shot pour la collection Le Spirou de…. Sur un scénario de Yann

Côté cœur, il a une courte aventure avec Lolita Séchan (fille du chanteur Renaud) en 2007 qui devient la renarde de son blog[source insuffisante],. Il anime une caméra cachée dans l'émission Salut les Terriens de Thierry Ardisson.
- 2008 : Tarrin sort une bande dessinée autobiographique : Journal intime d'un lémurien aux éditions Delcourt. Il se met en scène sous les traits d'un maki.
- En janvier 2010 : Tarrin initie une nouvelle série aux éditions Dupuis : Maki, qui reprend son personnage du lémurien dans une version d'autofiction. Tarrin raconte son histoire d'amour imaginaire avec Charlotte Gainsbourg, en reprenant le principe des animaux anthropomorphiques dans Charlotte Gainsbourg mon amour aux éditions Delcourt en mai 2010. Il s'agit aussi d'une suite indirecte à  Journal intime d'un lémurien.
- En février 2011 : sortie du deuxième et dernier tome de Maki. La série s'arrête sans explications.
- En janvier 2012, Vents d'Ouest publie Le Parcours d'un Puceau, qui est le tome 0 de Maki : un collectif d'histoires publiées dans le journal de Spirou en 2008[1], ainsi que des inédits au ton plus adulte que celui de la série publiée aux éditions Dupuis.
- En février 2012, le Journal de Spirou publie une histoire courte, La Jeunesse héroïque de Fantasio, inspirée de l'univers popularisé par André Franquin.
- En avril 2012, le petit éditeur MARABulles publie Sexe, amour et déconfiture, one-shot poursuivant la saga autobiographique du lémurien.
- En juin 2012, une seconde histoire courte de La Jeunesse héroïque de Fantasio est publiée, et une histoire longue est annoncée par l'auteur dans le Journal de Spirou. Mais elle ne voit jamais le jour.
- En juin 2018 : après cinq ans d'absence chez les libraires, le dessinateur est annoncé comme illustrateur de l'album accompagnant la sortie du film d'animation Astérix : Le Secret de la potion magique, scénarisé par Alexandre Astier[4].

Le personnage autobiographique du Lémurien et son avatar de fiction, Maki, sont nés de l'aventure avec Laureline Michaut, quelques mois après le déménagement de Fabrice de Paris à Montpellier.
Au début de leur relation, sur le blog de Laurel et le Fleurblog qu'ils lancent en commun, Tarrin apparaît sous les traits d'un jeune homme. À l'époque, dessine et coscénarise (avec Yann) l'un des one-shots « Une aventure de Spirou et Fantasio par... », en l'occurrence Le Tombeau des Champignac.
Michaut et Tarrin créent d'une bande dessinée scénarisée par Fabrice et dessinée par Laurel, où l'héroïne est une petite fille avec un chapeau vache, clone enfantin d'elle-même, et le héros, un extra-terrestre constitué uniquement d'un squelette mais déguisé en lémurien dans un zoo. Leur relation s'envenime. Tarrin lance son propre Tarrinblog.
La fréquentation grandissante de son blog propre pousse Tarrin à abandonner le Fleurblog à son ami Fred Neidhardt, qui y prépublie bientôt Pattes d'éph et col roulé.
Le Tarrinblog montre l'apparition de Lolita Séchan, petite-fille du romancier Olivier Séchan et fille de Renaud « le Renard ». Lorsque son histoire avec Séchan se termine, Tarrin connaît quelques difficultés avec « son » Spirou, qui prend du retard mois après mois. Le Journal intime d'un Lémurien se termine avec le départ de Cyril le Canard vers les Canaries, et paraît quelques mois plus tard en version papier, dans la collection « Shampooing » dirigée par Lewis Trondheim chez Delcourt.
Le blog rebondit auprès des Éditions Dupuis : Tarrin, un temps pressenti pour reprendre la série officielle de Spirou, est finalement écarté, mais son Lémurien intéresse le journal du groom pour une série de fiction. Charlotte Gainsbourg mon amour, deuxième tome des aventures du Lémurien, sort en 2010, présentant en épilogue la psychanalyse de Tarrin et sa rencontre avec Caro, dessinée sous les traits d'une petite chatte, qui partage sa vie depuis 2008, tandis que Maki prend sa place dans le journal de Spirou.
Tarrin revient dans Spirou avec Spirou chez les Soviets (Dupuis, 2020),.

## Œuvres
- Sexe , amour et déconfiture, Marabulles , 2012   (ISBN 9782501077972)
- Le parcours d'un puceau, Vent d'ouest , 2012  (ISBN 9782749306711)
- Exposition Violine, Neuvieme Monde , 2013  (ISBN 9782844560711)

#### Livres
: document utilisé comme source pour la rédaction de cet article.
- Philippe Mellot, Michel Denni, Laurent Turpin et Isabelle Morzadec, « Tarrin (F.) », dans Trésors de la bande dessinée BDM 2021-2022 - Catalogue encyclopédique & Argus, Paris, Les Arènes, 2020 (ISBN 9791037502582), p. 231, 609, 694, 790, 838, 1022, 1065, 1291. .

#### Périodiques
- Fabrice Tarrin (interviewé) et Frédéric Bosser, « Fabrice Tarrin, le journal d'un autre homme », dBD, no 22,‎ avril 2008, p. 60-62.
- Hugues Dayez, « Les Aventures d'un journal : Violine change de mains », Spirou, Dupuis, no 4166,‎ 14 février 2018, p. 40

#### Articles
- Henri Filippini, « « Spirou chez les Soviets » : clins d’œil et références… », BDZoom,‎ 22 août 2020 (lire en ligne, consulté le 13 juillet 2022)
- Charles-Louis Detournay, « Nerveux et caustique, le "Spirou chez les Soviets" de Tarrin & Neirdhardt », ActuaBD,‎ 24 octobre 2020 (lire en ligne, consulté le 13 juillet 2022)